# Halsskov Odde
Halsskov Odde är en udde på Själland i Danmark.   Den ligger i Slagelse kommun i Region Själland, i den sydöstra delen av landet, 100 km väster om Köpenhamn. Halsskov Odde ligger 4 km utanför Korsør. Strax norr om udden är det östra landfästet för Stora Bältbron.